# لاگروو
لاگروو (انگلیسی: Lagerevo) یک شهرک در شهرستان سالاواتسکی استان باشقیرستان کشور روسیه است.